# Reichsanschlag
Reichsanschlag bezeichnete im Heiligen Römischen Reich die Veranschlagung der Reichsteuern und der zu stellenden Kriegstruppen für die militärische Unterstützung des Reichs. Der Termin, an dem dies verhandelt wurde, wurde Ringerungstag genannt.